# Медведникова, Александра Ксенофонтовна
Медведникова Александра Ксенофонтовна, урожденная Сибирякова (1814, Иркутск — 23 ноября 1899) — московская благотворительница, жена иркутского купца 1-й гильдии, городского головы Иркутска, благотворителя Ивана Логгиновича Медведникова.

## Биография
Родилась в 1814 году в семье Ксенофонта Михайловича Сибирякова (1772–24.05.1825), иркутского купца 1-й гильдии,
представитель четвертого поколения Сибиряковых, сибирских предпринимателей конца XVII — начала XX века.
Вышла замуж за иркутского купца 1-й гильдии, городского голову Иркутска, благотворителя Ивана Логгиновича Медведникова.
В 1850-х годах семья перебралась в Москву, где продолжила заниматься благотворительностью. За добрые дела супруги Медведниковы дважды были представлены императрице, а также дважды удостоены благословения Святейшего синода..
Пережив мужа на 10 лет, не имея наследников, весь оставшийся капитал А. К. Медведникова перечислила на благотворительные цели.

## Иркутск. Благотворительность после смерти мужа

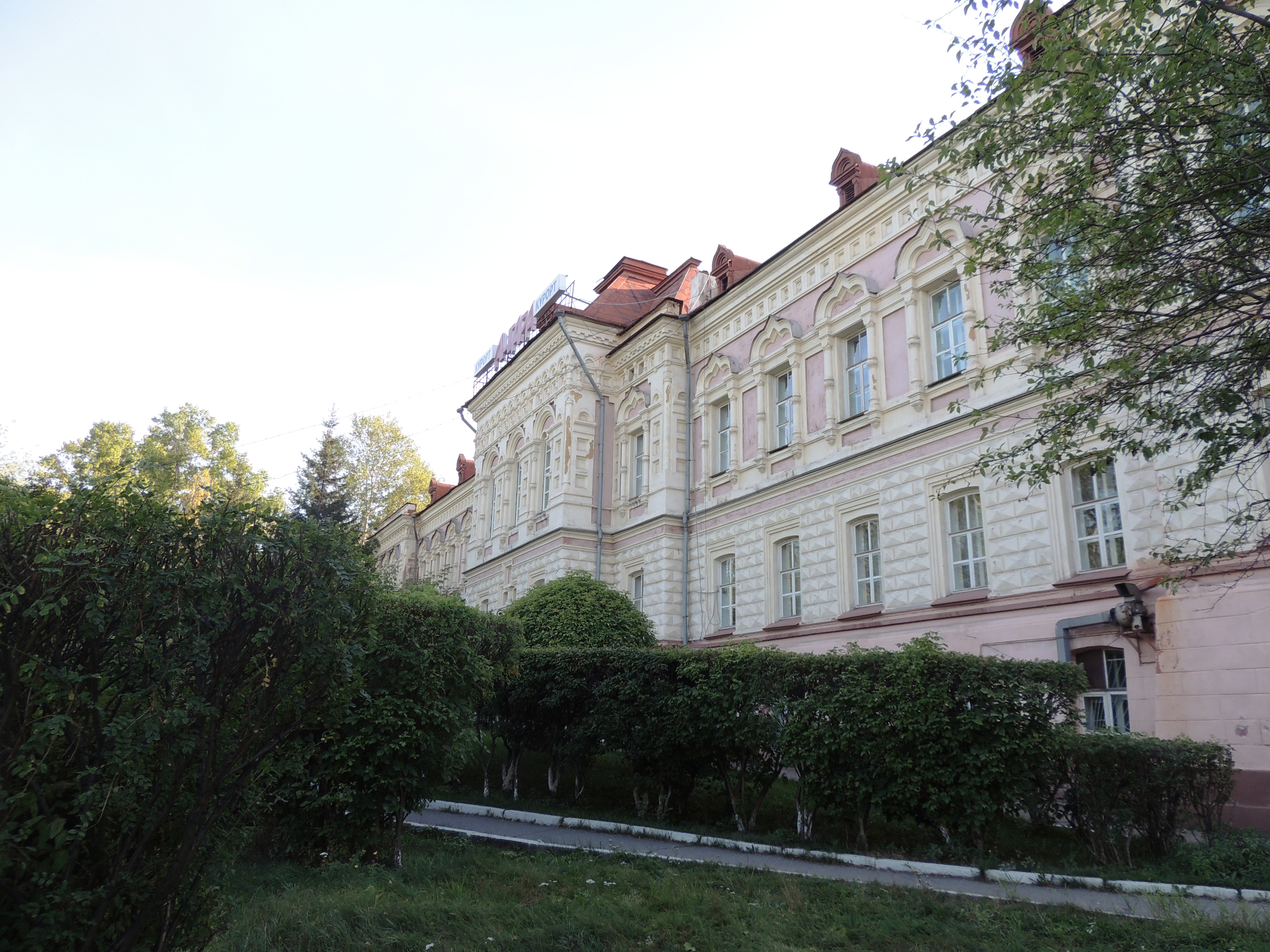
Здание бывшей больницы имени И. Медведникова. г. Иркутск.

В 1898 году, за год до смерти, Медведникова пожертвовала 100 тысяч рублей бедным «христианского вероисповедания», проживающим в Иркутске, и 500 тысяч на устройство больницы имени Ивана Медведникова для неимущих и хронически больных.
Больница с церковью Иверской иконы Божией Матери была построена в Глазковском предместье иркутскими мастерами Н. П. Курбатовым и Г. И. Русановым в 1901 году по проекту архитектора И. А. Кузнецова. Церковь, находящаяся на верхнем этаже здания, была освящена её 10 июля 1901 года во имя Иверской иконы Божией Матери.
По свидетельству очевидцев, портрет А. К. Медведниковой, в 1904 году прибывший в Иркутск, висел до революции в здании больницы. Сегодня здание больницы — это главный корпус санатория «Ангара» (Иркутск, ул. 2-я Железнодорожная, 4).

### Почетный гражданин Иркутска
Александра Ксенофонтовна стала первой женщиной, которой в 1898 году решением Иркутской городской думы было присвоено звание «Почетный гражданин города Иркутска».

## Усадьба Поречье. Кончина
В 1870 году Медведниковы приобрели усадьбу Поречье в Звенигородском уезде.
В 1896—1900 годах архитектор И. С. Кузнецов возвел в Поречье церковь Иконы Казанской Богоматери (утрачена в 1930-е годы). Главный дом усадьбы в начале 1900-х годов перестраивался им же. До наших дней сохранились главный дом усадьбы с примыкающими к нему оранжереями, а также пейзажный парк с небольшой регулярной частью.
Скончалась 23 ноября 1899 году в селе Поречье. Была похоронена в склепе под сооружённым ею храмом в селе Поречье.
Усадьбу завещала Московской епархии для устройства богадельни с больницей для лиц духовного звания, которая открылась в 1903 году. После революции в бывшей усадьбе размещался совхоз и школа кустарей, позднее санаторий РАН.

## Москва. Благотворительность после смерти

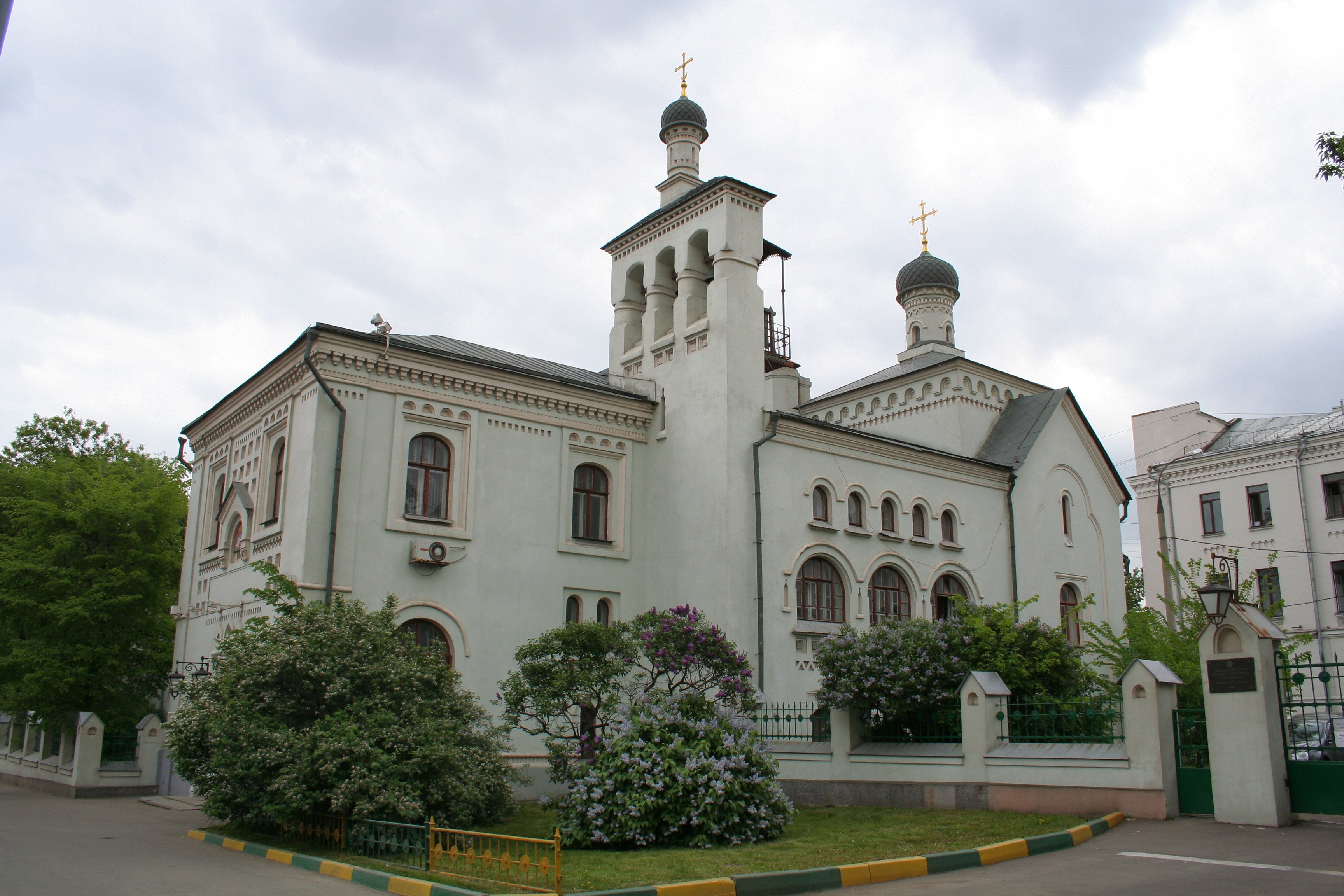
Церковь Тихвинской иконы при Клинике Московской патриархии.

Не имея прямых наследников, Медведникова завещала около 5 миллионов рублей на благотворительные цели, назначив своим душеприказчиком коллежского советника Николая Алексеевича Цветкова.
На её средства в Москве были построены и оборудованы:
- Мужская гимназия им. И. и А. Медведниковых в Староконюшенном переулке, 18[12][13]. Здание гимназии считается наиболее интересным сооружением в творчестве архитектора И. С. Кузнецова, спроектированным им в стиле модерн[14].
- Больница для неизлечимых больных и богадельня им. А. и И. Медведниковых c церковью Тихвинской иконы Божией Матери — ныне Центральная клиническая больница Московского патриархата (Ленинский проспект, дом 27)[12]. Построена по проекту архитектора С. У. Соловьева при участии архитектора И. М. Рыбина[15]. Здание построено в неорусском стиле с преобладанием элементов псково-новгородской архитектуры XII—XVI вв.
- Приют для психически больных детей и эпилептиков (ныне — Научно-практический центр психического здоровья детей и подростков, 5-й Донской проезд, 21а)[12]. Построена по проекту архитектора А. Ф. Мейснера.
- Медведниковский лазарет. Был открыт в 1914 году за Серпуховской заставой в районе Большой и Малой Тульских улиц.[16]. 20 марта 1916 года было совершено освящение храма в честь святого великомученика Пантелеймона. До нашего времени постройки[уточнить] не сохранились.

В Сухуми:
- 18 января 1900 года Сухумский городской голова, обращаясь письмом к коллежскому советнику Николаю Алексеевичу Цветкову, душеприказчику Медведниковой, писал: « …. узнав, что госпожа Медведникова завещала своё состояние на дела благотворительные, мы обращаемся к Вам, Милостивый Государь, как душеприказчику покойной, с покорнейшей просьбой помочь нам в устройстве больницы в городе Сухум…»[источник не указан 220 дней]. 21 августа из Москвы пришло письмо с отчётом, что на постройку больницы пожертвовано 10 тысяч рублей, которые были получены 7 сентября. Общая площадь 19 жилых комнат (палат) была 695 кв. метра (более 36 кв. метра в среднем на одну палату) и рассчитана на 25 коек…. 24 апреля 1902 года состоялось заседание больничного комитета, на котором проф. А. А. Остроумов, инициатор строительства больницы, был избран почётным пожизненным попечителем больницы. В конце 1903 года был издан Устав Сухумской городской больницы[источник не указан 220 дней]. В последующие годы в этом здании размещалась Республиканская больница имени профессора А. А. Остроумова, в настоящее время в нём находится Национальный онкологический центр Республики Абхазии.